# Circuito callejero de Putrajaya
El Circuito callejero de Putrajaya es un circuito urbano de la ciudad malaya de Putrajaya, donde se correrá la segunda fecha del campeonato de Fórmula E el 22 de noviembre de 2014. La pista es de 2.56 km de longitud y cuenta con 12 curvas y chicanas.

## Podio inaugural
| Pos. | Nº | Piloto          | Equipo         | Tiempo    | Diferencia | Puntos | P. C. |
| ---- | -- | --------------- | -------------- | --------- | ---------- | ------ | ----- |
| 1    | 2  | Sam Bird        | Virgin Racing  | 51:11.979 |            | 25     | 40    |
| 2    | 11 | Lucas di Grassi | Audi Sport ABT | 51:16.154 | + 4.175    | 18     | 43    |
| 3    | 9  | Sébastien Buemi | e.Dams-Renault | 51:17.718 | + 5.739    | 15     | 15    |